# Aroa
Aroa is een geslacht van vlinders van de familie spinneruilen (Erebidae).

## Soorten
- A. abalia Collenette, 1949
- A. achrodisca Hampson, 1910
- A. anthora (Felder, 1874)
- A. asthenes Collenette, 1938
- A. atrella Hampson, 1893
- A. atrescens Hampson, 1897
- A. callista (Collenette, 1933)
- A. cambelli Hampson, 1905
- A. cinnamomea Moore, 1879
- A. clara Swinhoe, 1885
- A. cometaris Butler, 1887
- A. danva Schaus & Clements, 1893
- A. difficilis Walker, 1865
- A. discalis Walker, 1855
- A. eugonia Collenette, 1953
- A. gyroptera Collenette, 1938
- A. incerta Rogenhofer, 1891
- A. interrogationis Collenette, 1938
- A. kambaiti Collenette, 1960
- A. leonensis Hampson, 1910
- A. luteifascia Hampson, 1895
- A. major Hampson, 1893
- A. maxima Hampson, 1893
- A. melanoleuca Hampson, 1905
- A. melaxantha Walker, 1865
- A. nepalensis Daniel, 1961
- A. nigripicta Holland, 1893

- A. ochripicta Moore, 1879
- A. ochrota Hampson, 1905
- A. pampoecila Collenette, 1930
- A. plana Walker, 1855
- A. postfusca Gaede, 1932
- A. quadrimaculata (Janse, 1915)
- A. quadriplagata Pagenstecher, 1903
- A. risoria Swinhoe, 1903
- A. sagrara Swinhoe, 1885
- A. scytodes Collenette, 1932
- A. sienna Hampson, 1891
- A. simplex Walker, 1865
- A. socrus Geyer, 1837
- A. subnotata Walker, 1855
- A. substrigosa Walker, 1855
- A. tomisa Druce, 1896
- A. vosseleri Grünberg, 1907
- A. xerampelina Swinhoe, 1885
- A. yokoae Bethune-Baker, 1927